# Lucien de Beauvais
Pour les articles homonymes, voir Saint Lucien.
Lucien de Beauvais est un romain qui vécut au IIIe siècle. Il est considéré comme le premier évêque (épiscope) de Beauvais. Reconnu, saint par l'Église catholique et par l'Église orthodoxe, il est fêté le 8 janvier.

## Biographie
Lucius, serait originaire de Rome. Il aurait changé son nom en Lucien lors d’une prédication de saint Pierre. Il aurait parcouru alors l’Italie pour prêcher. Victime de persécution lors de son séjour à Parme, il aurait été emprisonné et se serait évadé le soir même.
Vers 250, il aurait été ordonné évêque par le pape qui l’aurait envoyé en Gaule romaine avec Denis de Paris et Rieul de Senlis.
Il aurait parcouru la Gaule et se serait installé à Caesaromagus, l’actuel Beauvais.
Ses vertus, ses actions de chair et les miracles qu’il aurait accomplis dans la région auraient contribué à la conversion de près de 30 000 hommes.
Vers 290, l’empereur Dioclétien opposé au christianisme envoie Latinus, Jarius et Antor afin de tuer Lucien qui, averti du danger se serait réfugié avec ses deux compagnons Maxien et Julien à Montmille (Fouquenies). Retrouvés par les Romains, ses compagnons auraient été décapités, Lucien aurait été battu de verges puis enfin décapité. Le lieu probable du martyre s’appelle la Rosière.

## Miracle de sa mort
Après sa mort, le corps de Lucien aurait été « environné de lumière » et les personnes présentes auraient entendu « Courage, bon et fidèle serviteur, qui n’a pas craint de verser ton sang pour moi, viens recevoir la couronne qui t'a été promise ». Alors Lucien se leva, prit sa tête et marcha vers Beauvais (céphalophorie). Il s’arrêta à proximité de la cité où son corps fut enterré et où l'on construisit, par la suite, l'abbaye Saint-Lucien. 
Une légende beauvaisienne veut que le sang du saint ait donné naissance à des roses vermeil sur le chemin qu'il emprunta de Montmille à Beauvais.

## Reliques
L’existence de ses reliques est incertaine : en effet une partie a été détruite dans un incendie en 1793. Mais une autre pourrait être à Notre-Dame du Thil à Beauvais, à la suite d'une translation faite avant l’incendie provoqué par des révolutionnaires.

## Devise
« Je crois de cœur et je confesse de bouche, que Jésus-Christ est le Fils de Dieu ».